# Agrafe (architecture)
Pour les articles homonymes, voir agrafe.

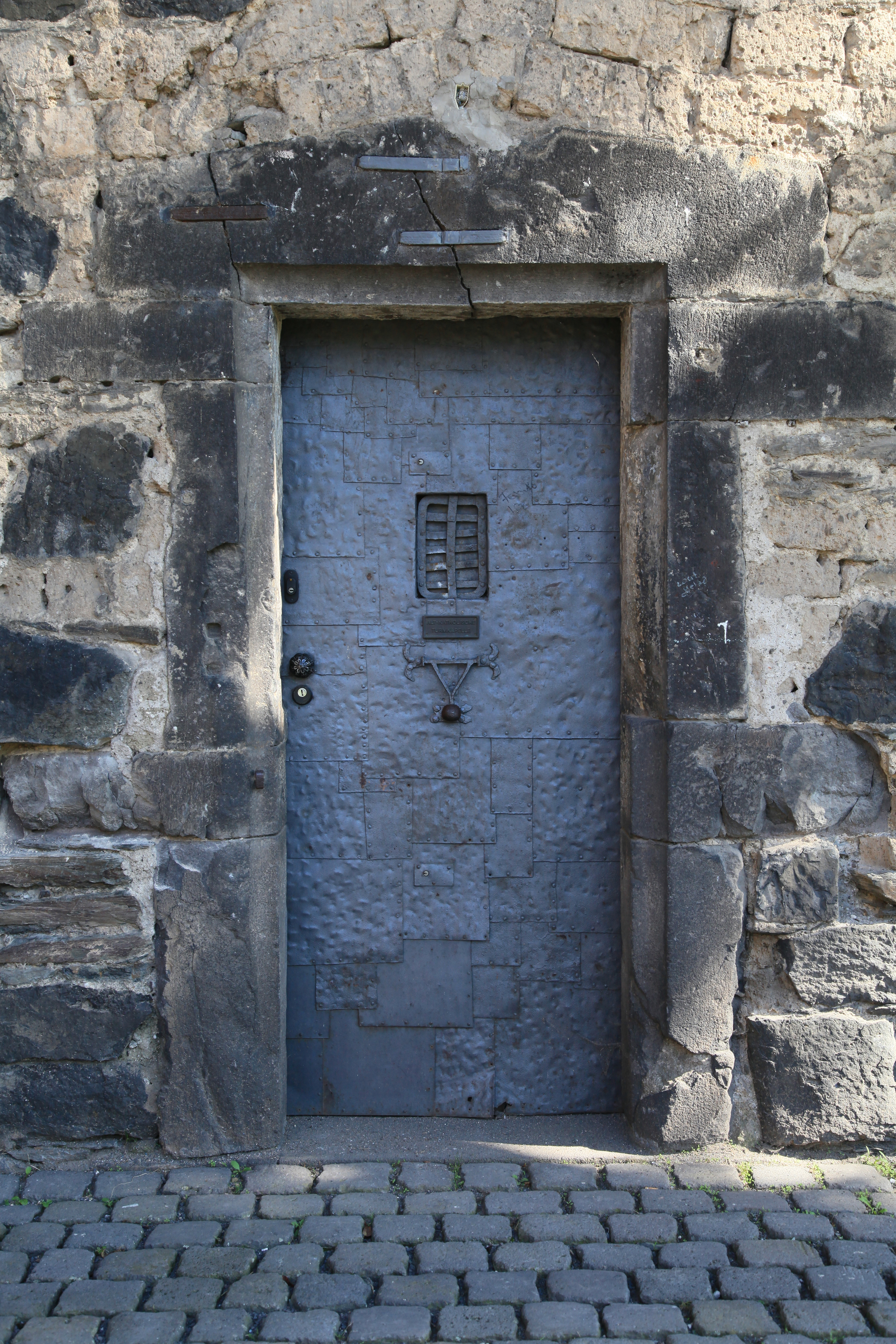
Linteau consolidé par une agrafe (Stadtburg).

Une agrafe en architecture et construction désigne, soit un élément de fixation souvent métallique permettant de liaisonner deux éléments, soit un ornement au sommet d'une baie.

## L'agrafe comme élément de fixation

### Crampons de maçonnerie, queue d'aronde
Pièce généralement métallique et forgée, l'agrafe, ou crampon s'encastre entre deux pierres taillées afin de les faire tenir ensemble et de consolider la statique d'un mur. Elle participe au chaînage de la maçonnerie.

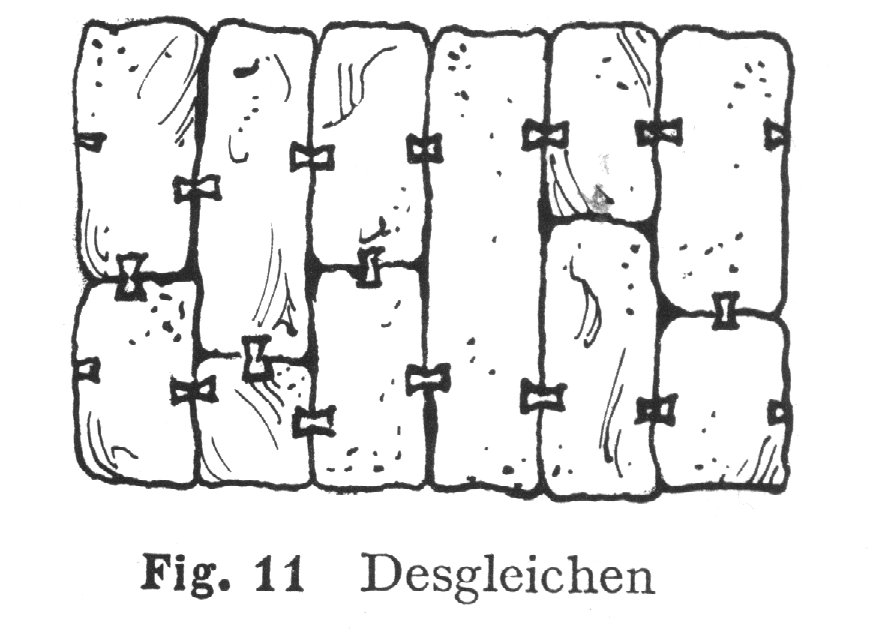
Mur païen du mont Sainte-Odile, liaisonnement en queue d'aronde.

Les anciens ont fait usage au lieu de mortier, de goujons ou de fers scellés au plomb pour solidariser les assises horizontales des murs en pierre de taille. Pour liaisonner les blocs entre eux, on a employé des crampons de fer. Richard Pococke dit avoir trouvé de tels crampons dans les ruines d'Héliopolis en Égypte dans les restes d'un mur de 3 pieds 8 pouces d'épaisseur.
Quelquefois les anciens se servaient de clefs de bois très dur et liant, taillées en queues d'aronde, placées dans des réservations de la pierre appelées mortaises. Cette dernière technique est employée par les Grecs et par les Romains dont les crampons sont en bronze. Le bronze a sur le fer ou le bois la propriété de se conserver sans altération, surtout lorsque le bronze a pris son vert de gris et qu'il n'est en contact avec aucune matière corrosive. On retrouve la technique utilisée dans le mur païen du mont Sainte-Odile en Alsace, datant du premier Moyen Âge.
En menuiserie, ce genre de fixation est appelé « clé à queue d'aronde ».
En génie mécanique, ce type d'attache est appelé « clavette à queue d'aronde ».

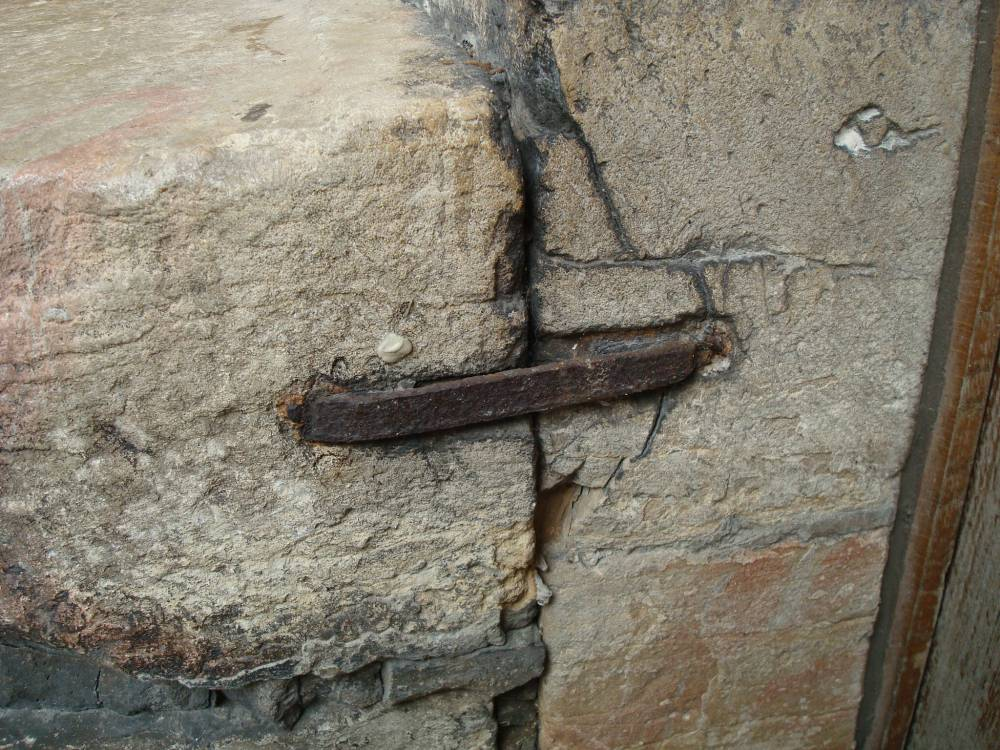
Agrafe reliant deux pierres.
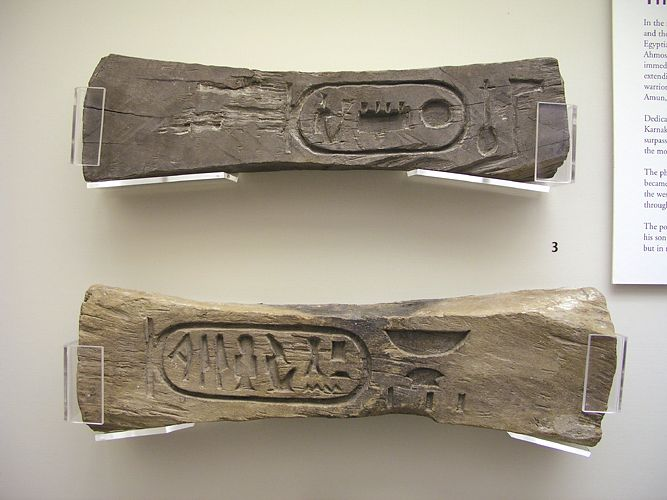
Crampon en bois, temple de Seti (Abydos).
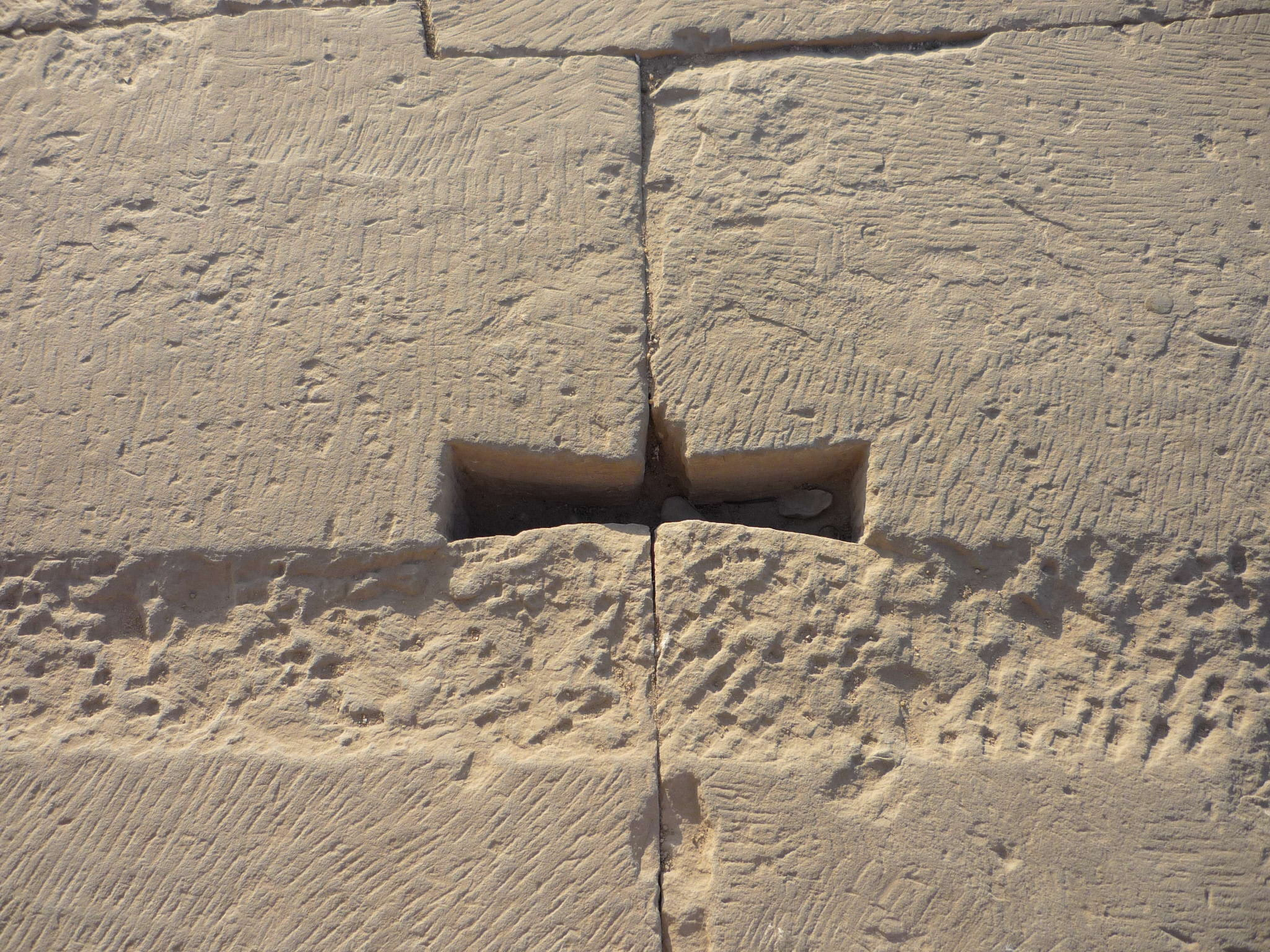
Réservation d'un crampon, mur d'enceinte ouest, temple de Kôm Ombo (Égypte).
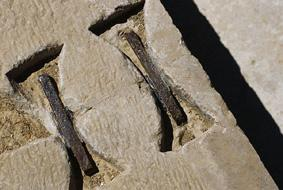
Agrafes scellées à l'endroit d'un crampon en queue d’aronde (Pasargadae).
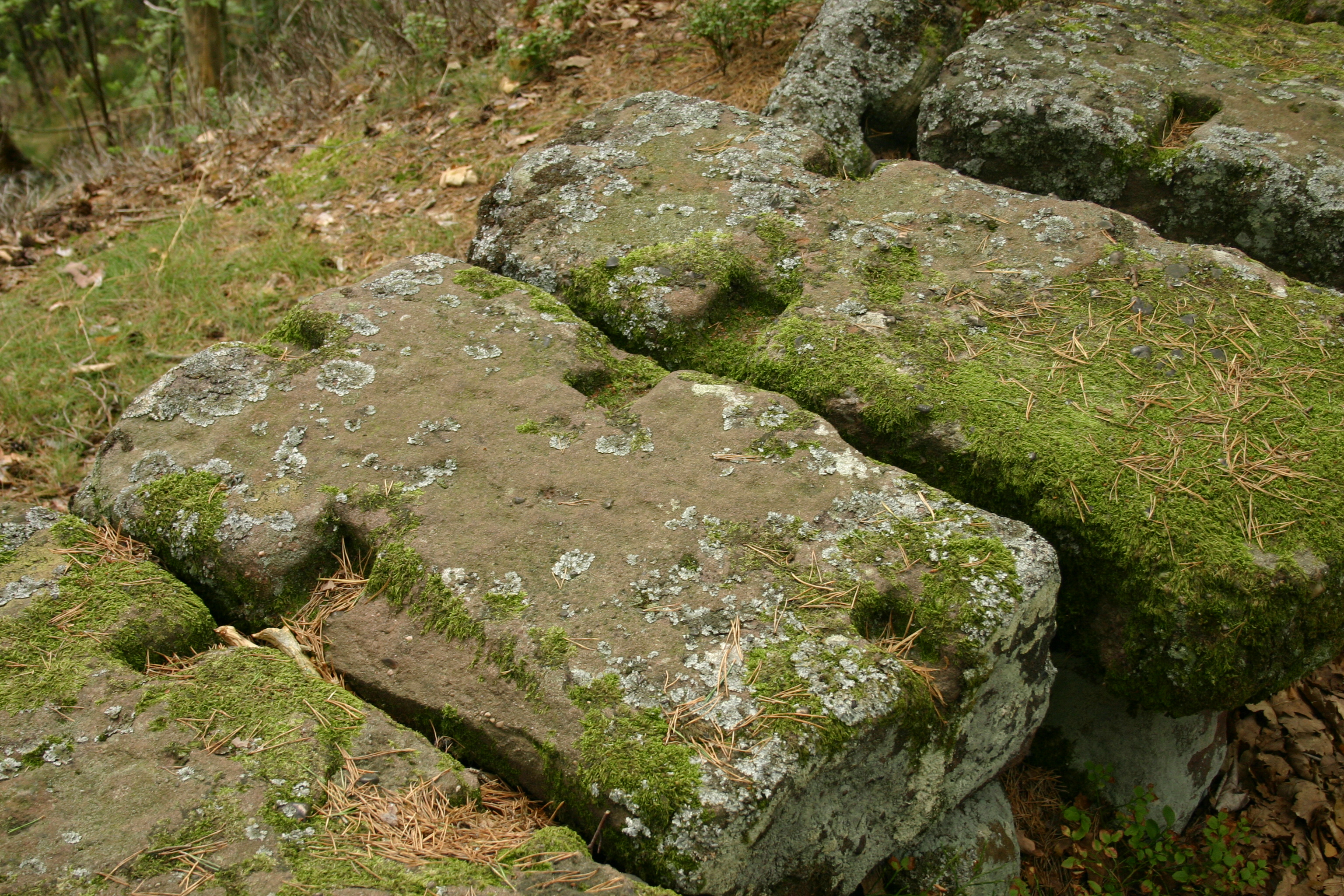
Mur païen du mont Sainte-Odile, réservation des crampons.
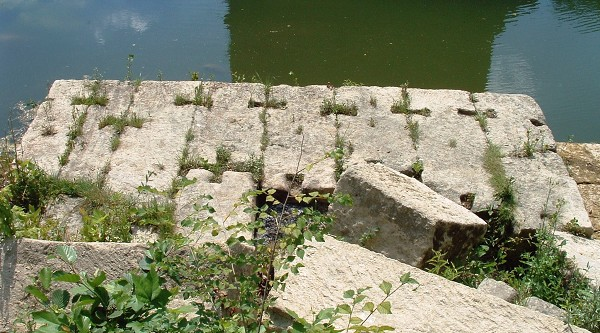
Réservations en queues d'aronde pour le coulage d'agrafes en plomb pour lier les blocs de pierre du pont d'Ambrussum

### Clameau des charpentiers

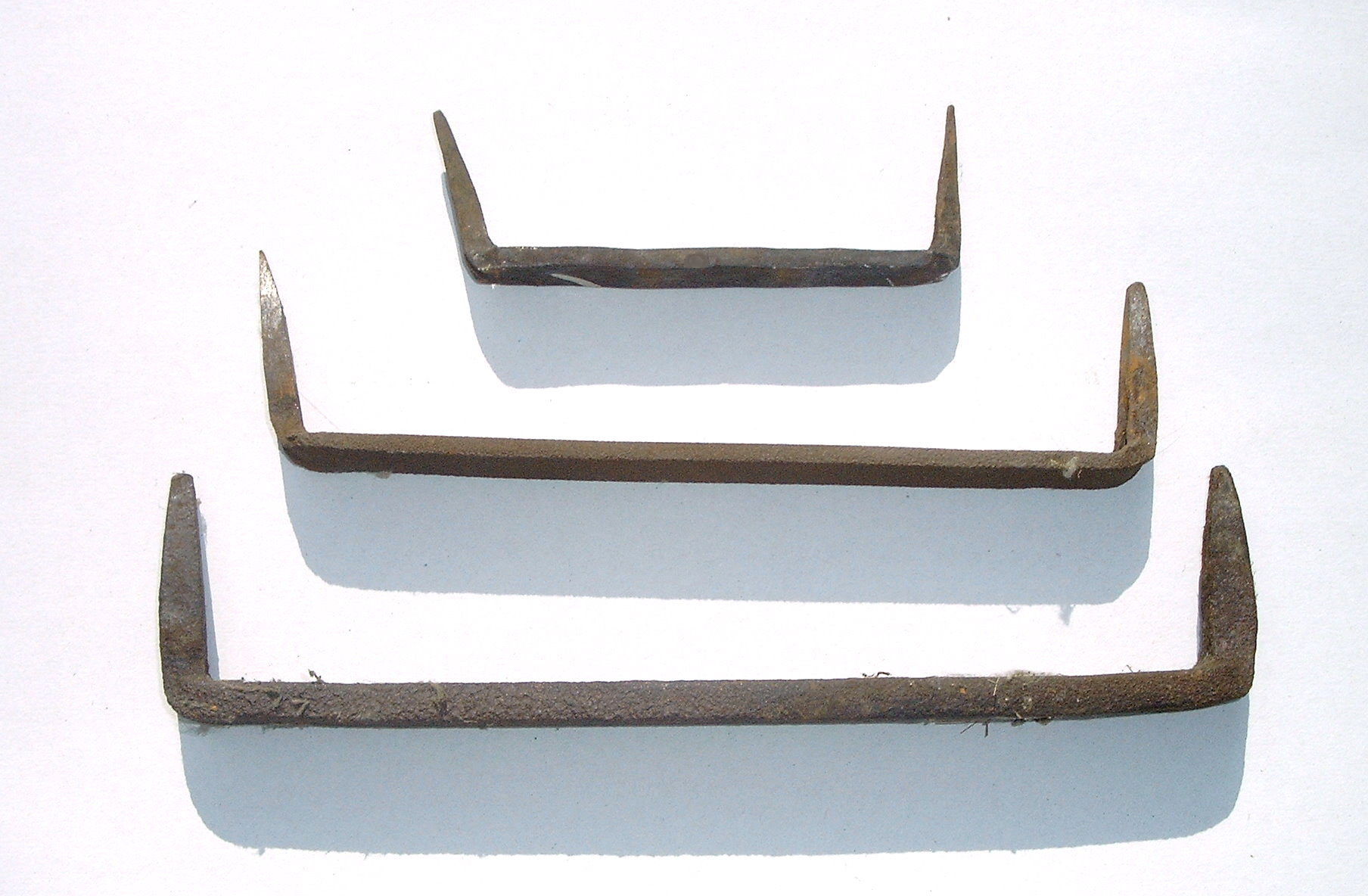
Agrafe ou clameau en charpenterie.

### Agrafe de poteau
Pièce métallique servant à solidifier l'extrémité d'une pièce de bois ou à relier les extrémités de deux pièces de bois.

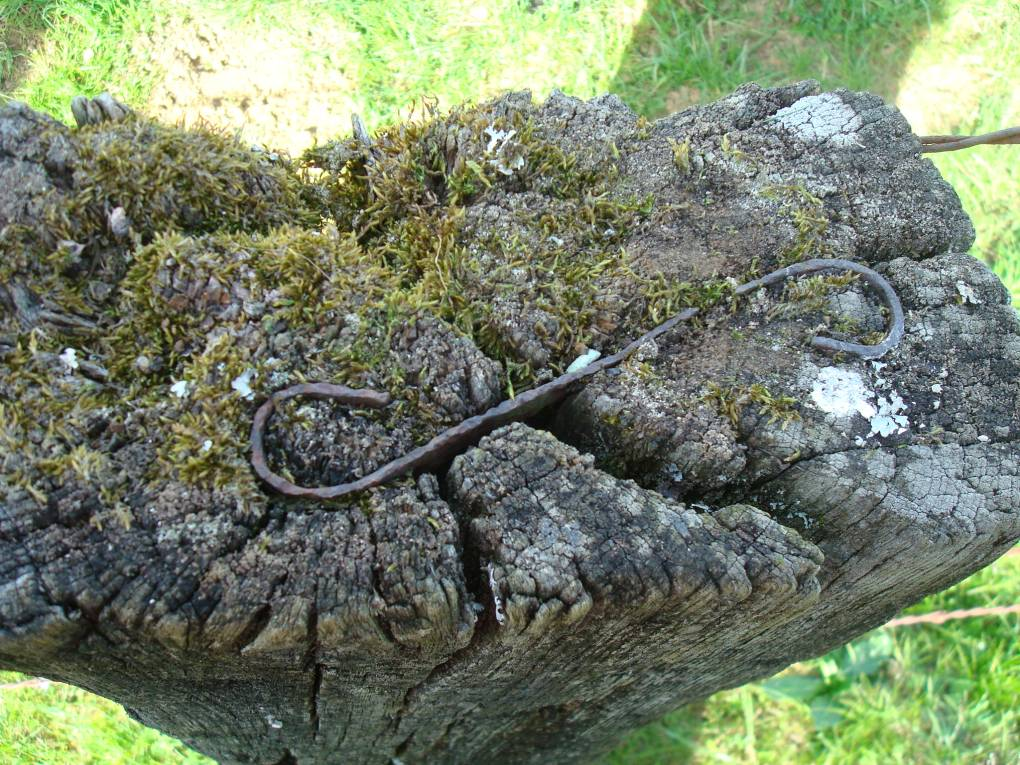
Agrafe à l'extrémité d'un poteau.

## Agrafe d'une baie
Ornement placé au sommet d'un arc (baie de porte ou de fenêtre), formé généralement d'une pierre de clef (claveau) sculptée. L'agrafe peut aussi orner des baies rectangulaires, elle est dans ce cas placée sur son sommet, au centre.

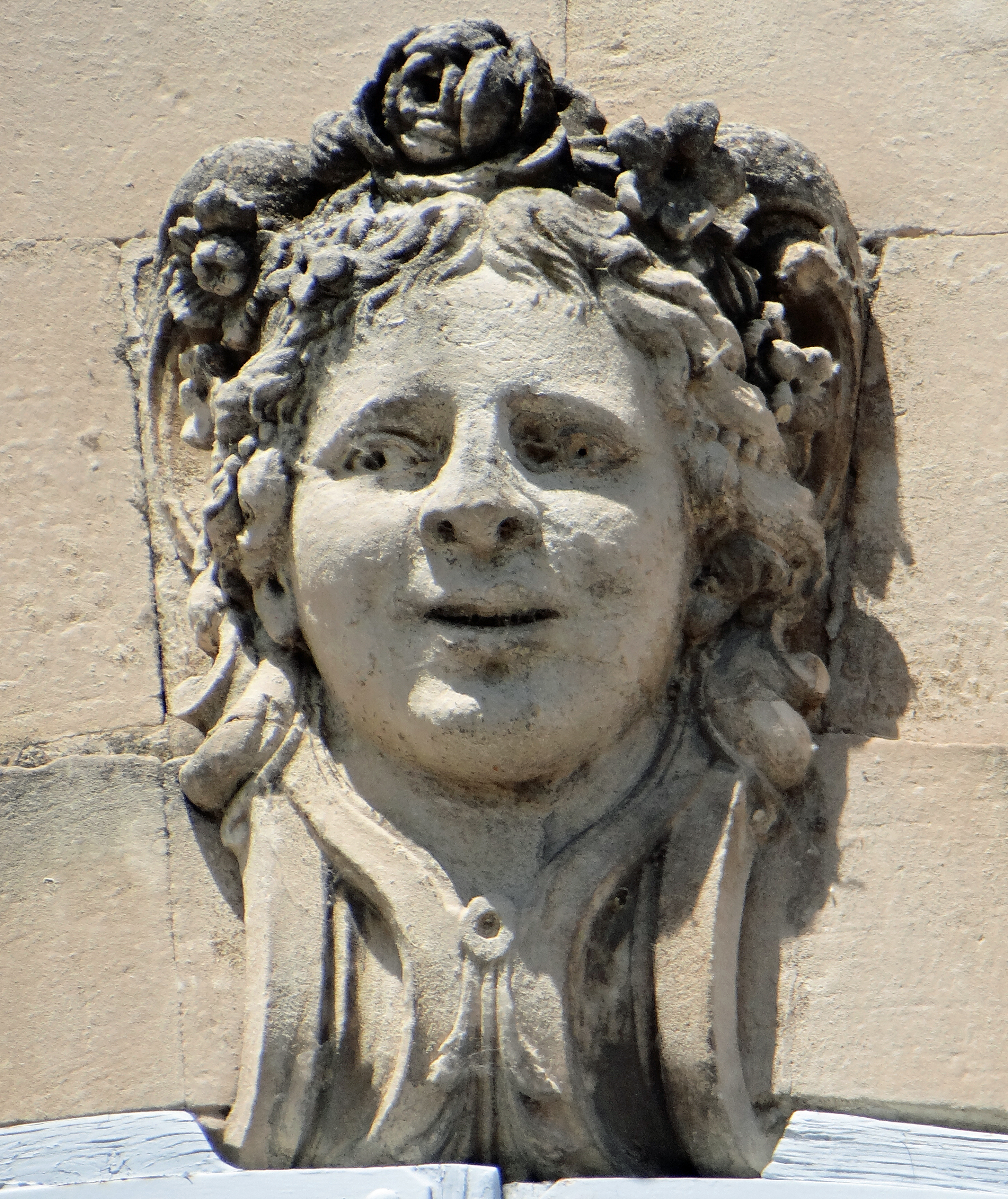
Agrafe d'une fenêtre de l'hôtel de Roqueplane, à Viviers
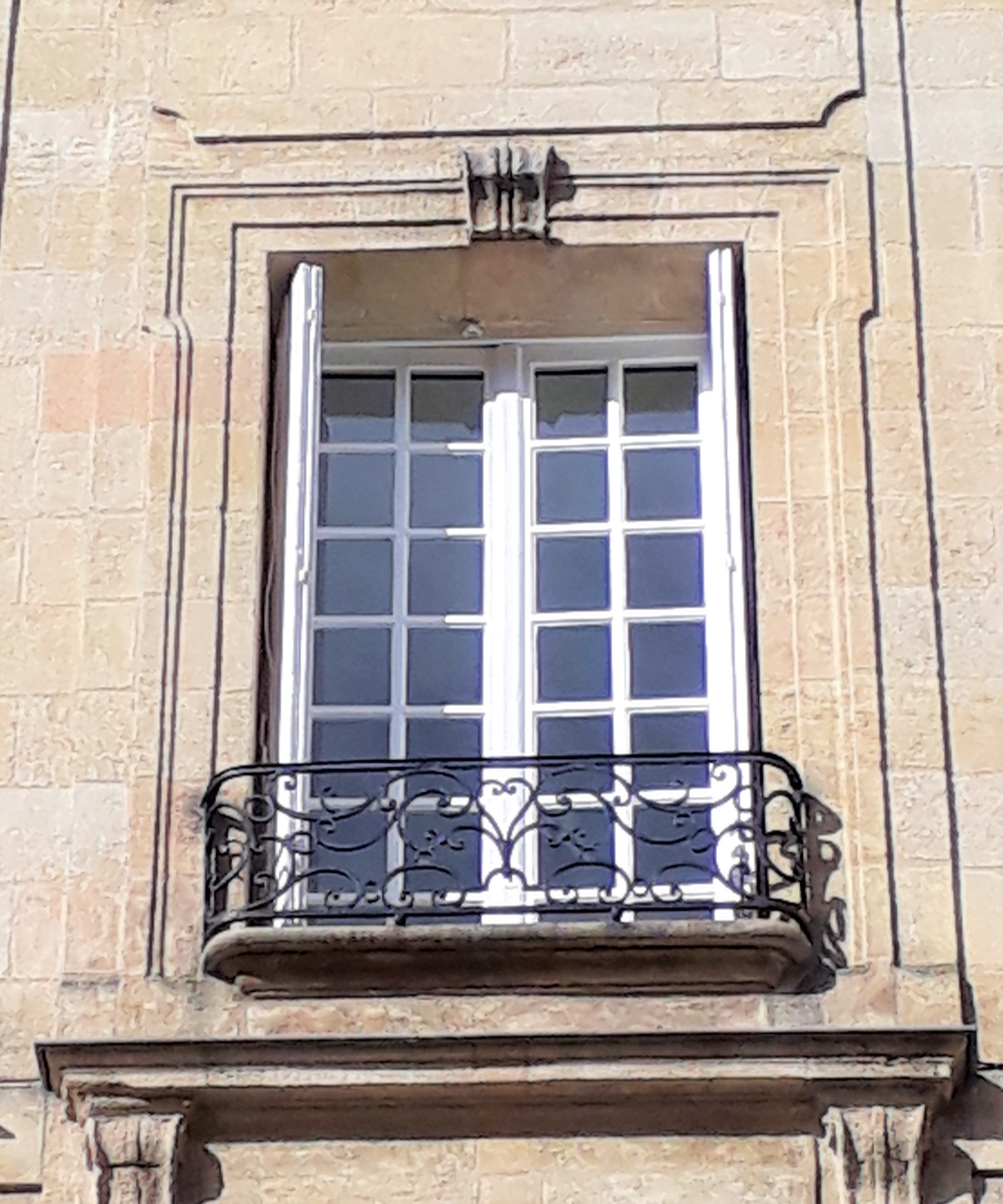
Agrafe centrale dans l'encadrement mouluré d'une fenêtre de l'hôtel Journu.